# Melipotis ochreipennis
Melipotis ochreipennis är en fjärilsart som beskrevs av Harvey 1875. Melipotis ochreipennis ingår i släktet Melipotis och familjen nattflyn. Inga underarter finns listade i Catalogue of Life.

## Bildgalleri

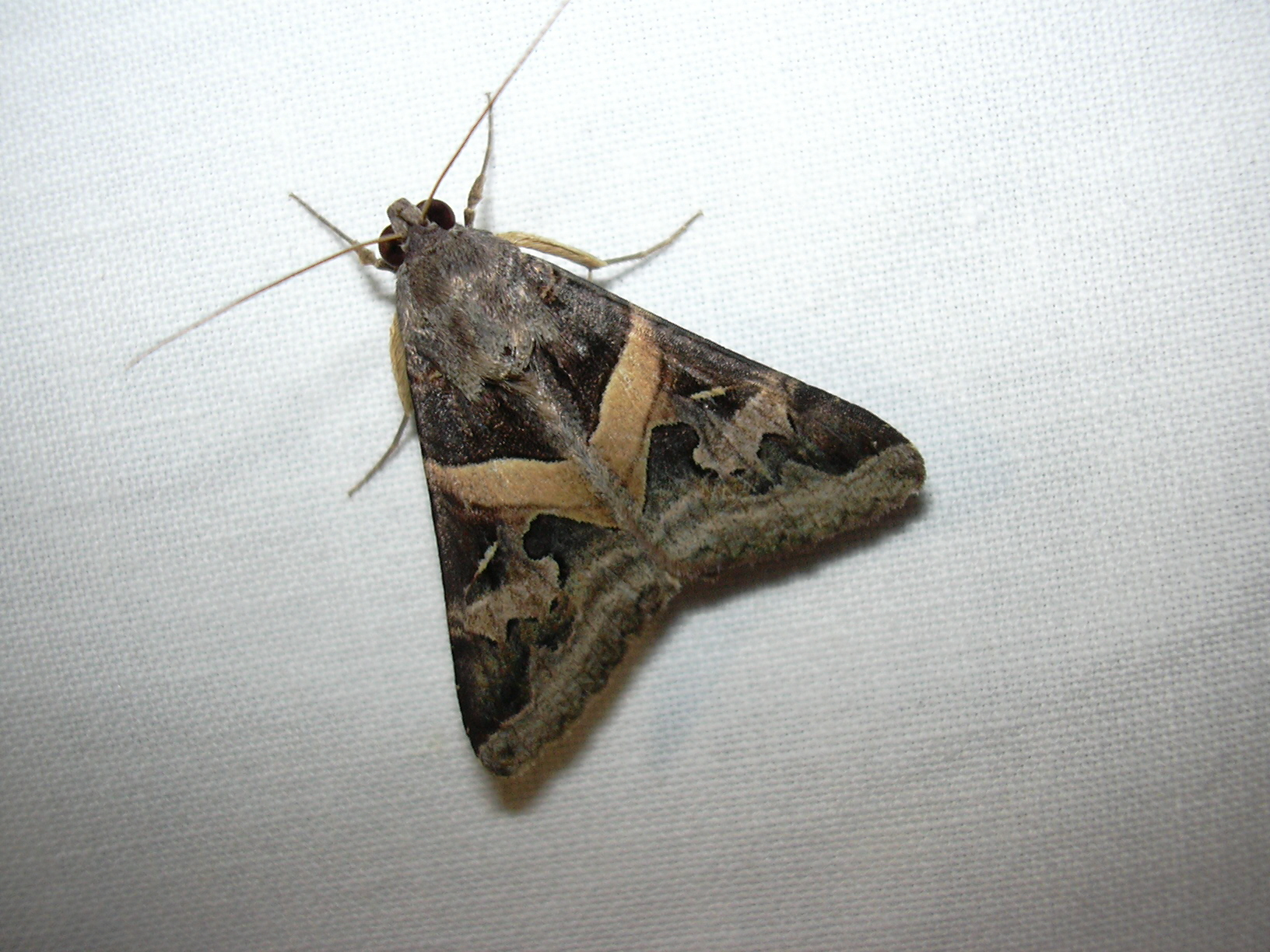